# Varino

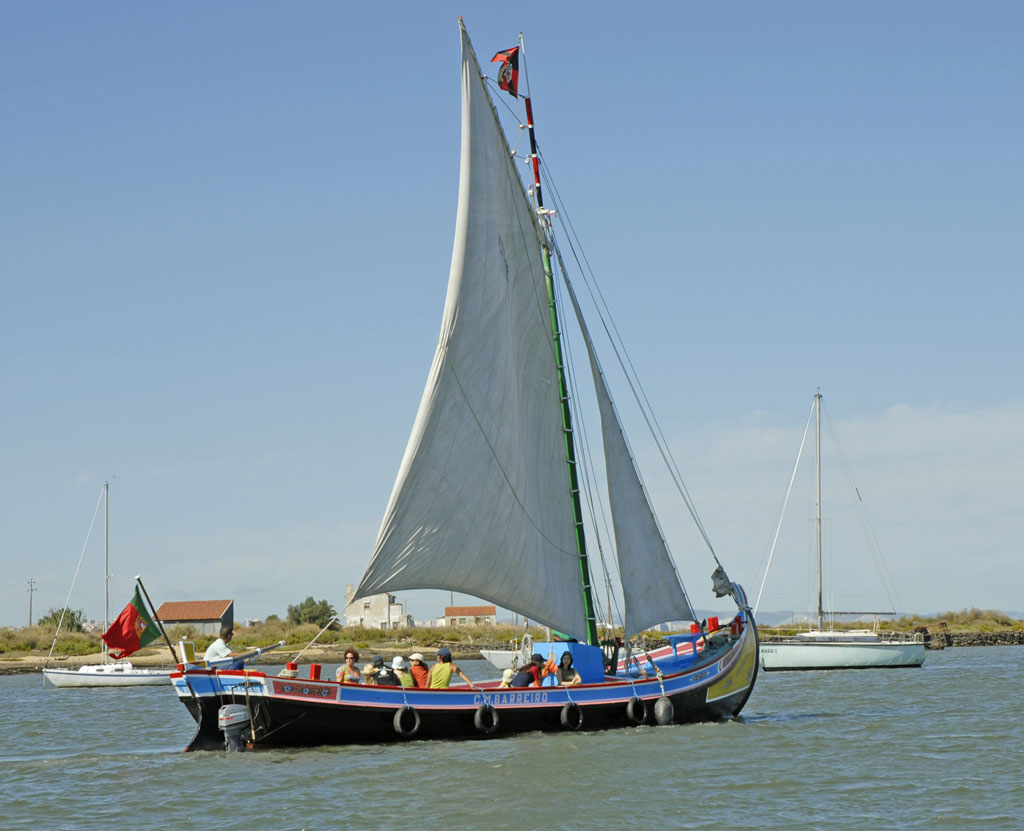
Varino

O varino era um género de embarcação antiga de transporte de carga, popular no século passado, icónico no Tejo. Tinha um casco bojudo e pesado, de 20 a 25 metros, como uma fragata, mas era considerado mais belo e grandioso ornamentalmente. Tinha um latino quadrangular e uma ou duas velas de estai apoiadas numa vela que apontava ligeiramente à ré.